# كالوم بلو
كالوم بلو (بالإنجليزية: Callum Blue)‏ هو ممثل بريطاني، ولد في 19 أغسطس 1977 بلندن في المملكة المتحدة.

## أعمال

### أفلام
- (2009) أنشودة عيد الميلاد
- (2011) كولومبيانا[2][3]

### مسلسلات
- أسرة تيودور
- سمولفيل

## وصلات خارجية
- كالوم بلو على موقع IMDb (الإنجليزية)
- كالوم بلو على موقع روتن توميتوز (الإنجليزية)
- كالوم بلو على موقع ألو سيني (الفرنسية)
- كالوم بلو على موقع أول موفي (الإنجليزية)
- كالوم بلو على موقع قاعدة بيانات الأفلام السويدية (السويدية)
- كالوم بلو على موقع إن إن دي بي (الإنجليزية)
- كالوم بلو على موقع قاعدة بيانات الفيلم (الإنجليزية)
- كالوم بلو على موقع كينوبويسك (الروسية)